# Eros (planetoïde)
(433) Eros (of A898 PA) is een kleine, ongebruikelijk langwerpige planetoïde, die de aarde betrekkelijk dicht kan naderen in zijn sterk elliptische baan met een gemiddelde afstand van 218 miljoen km van de zon. Hij werd in dezelfde nacht (13 augustus 1898) onafhankelijk van elkaar ontdekt door twee astronomen, in Berlijn en Nice (zie tabel).
Eros is in 2001 bezocht door de ruimtesonde NEAR Shoemaker die op 12 februari van dat jaar een landing uitvoerde met een snelheid van 6 km/h, nadat de ruimtesonde een jaar lang foto's maakte van Eros.